# Jutrosin (gmina)
Jutrosin – gmina miejsko-wiejska w województwie wielkopolskim, w powiecie rawickim. W latach 1975–1998 gmina położona była w województwie leszczyńskim.
Siedziba gminy to Jutrosin.
Według danych z 30 czerwca 2014 gminę zamieszkiwało 7139 osób. Natomiast według danych z 31 grudnia 2017 roku gminę zamieszkiwało 7161 osób.

## Struktura powierzchni
Według danych z roku 2002 gmina Jutrosin ma obszar 114,93 km², w tym:
- użytki rolne: 78%
- użytki leśne: 15%

Gmina stanowi 20,77% powierzchni powiatu.

## Demografia

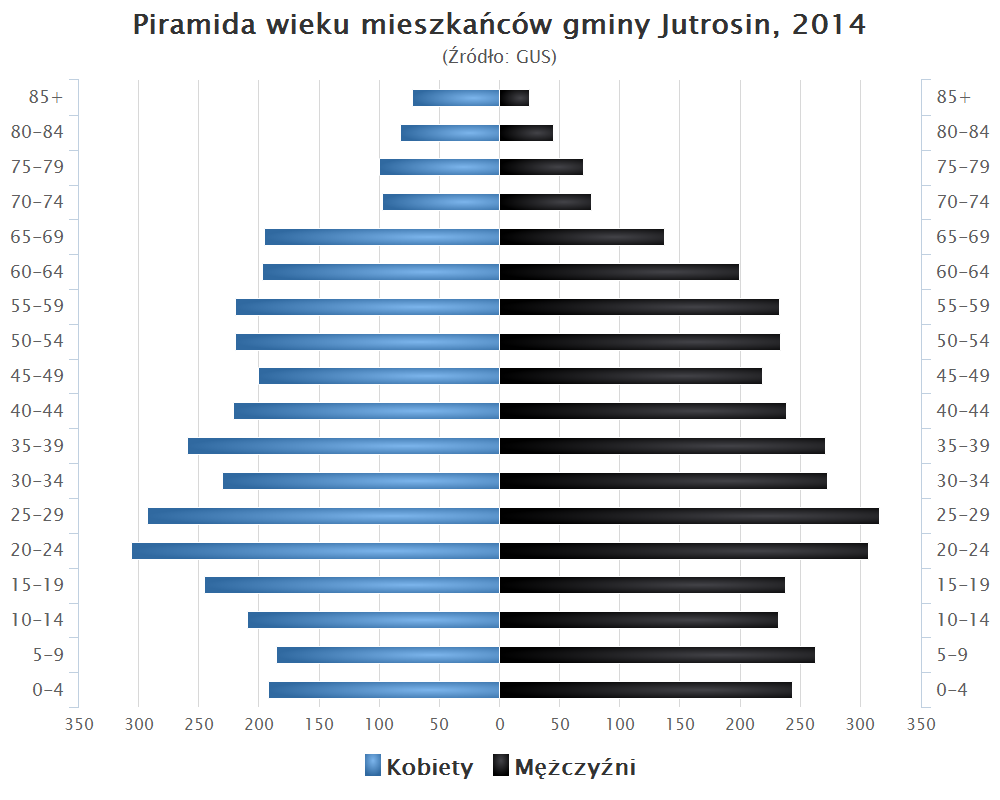
Piramida wieku mieszkańców gminy Jutrosin w 2014 roku

Dane z 30 czerwca 2014:
| Opis                              | Ogółem | Ogółem | Kobiety | Kobiety | Mężczyźni | Mężczyźni |
| --------------------------------- | ------ | ------ | ------- | ------- | --------- | --------- |
| jednostka                         | osób   | %      | osób    | %       | osób      | %         |
| populacja                         | 7139   | 100    | 3625    | 50,8    | 3514      | 49,2      |
| gęstość zaludnienia (mieszk./km²) | 62,1   | 62,1   | 31,5    | 31,5    | 30,6      | 30,6      |

## Sołectwa
Bartoszewice, Bielawy, Domaradzice, Dubin, Grąbkowo, Janowo, Jeziora, Nad Stawem (Nadstaw), Nowy Sielec, Ostoje, Pawłowo, Płaczkowo, Rogożewo, Stary Sielec, Szkaradowo, Szymonki, Śląskowo, Zaborowo.

## Pozostałe miejscowości
Dębina, Bonowo, Domaradzice-Borek, Katarzynowo, Ochłoda, Piskornia, Stasin, Wielki Bór, Wielki Bór (osada leśna), Zmysłowo, Zygmuntowo, Żbiki, Żydowski Bród.

## Sąsiednie gminy
Cieszków, Kobylin, Miejska Górka, Milicz, Pakosław, Pępowo, Zduny

## Instytucje kultury
- Gminne Centrum Kultury i Rekreacji[5]